# Alessandro Zamperini
Alessandro Zamperini (Roma, 15 agosto 1982) è un ex calciatore italiano, di ruolo difensore, radiato per calcioscommesse.

## Carriera
Cresce nella Lazio, dove svolge tutta la trafila giovanile. Nella stagione 2000-2001 passa alla Roma e successivamente al West Ham a parametro zero.
Nella stagione successiva approda al Portsmouth, in First Division, a 19 anni, collezionando in tutto 20 presenze e 2 gol.
Dopo la stagione in Inghilterra, il Modena ed il Chievo Verona decidono di riportarlo in Italia. Avviene così il ritorno in Serie A nella stagione 2002-2003 nelle file del Modena.
L'anno dopo passa all'Ascoli, in Serie B, e rimane nelle Marche fino a gennaio 2004, quando approda all'Acireale, squadra di Serie C1, con la cui maglia totalizza complessivamente 27 presenze e un gol.
Nel 2005-2006 passa alla Ternana, in Serie C1, ma dopo 6 mesi passa in prestito alla Sambenedettese, con cui totalizza 9 presenze. Tornato alla Ternana alla fine del prestito, nella stagione 2006-2007 effettua 12 presenze e realizza il gol che, a tempo abbondantemente scaduto, risulterà decisivo sia per la vittoria nel derby umbro contro il Perugia del 29 aprile 2007 (giocato a porte chiuse per motivi di ordine pubblico), sia per la salvezza del sodalizio rossoverde.
Successivamente torna nella sua città natale per sei mesi, indossando la casacca della Cisco Roma in Serie C2, per poi approdare nel Pescina Valle del Giovenco, sempre in Serie C2. nel mercato invernale passa al Fidene giocando solo una partita.
Nella stagione 2009-2010 passa alla squadra lettone del Ventspils, militante nella Virslīga, in cui disputa 4 partite di campionato, esordisce nelle coppe europee, scendendo in campo in UEFA Europa League in 6 occasioni e realizzando anche un gol sul campo dello Sporting Lisbona il 5 novembre.
Il 9 maggio 2012 viene tesserato dal Giada Maccarese, squadra dell'Eccellenza laziale. Segna 2 gol nello spareggio retrocessione prima dei play-out, partita vinta per 4-1 contro il Fiumicino, suscitando molte polemiche da parte dei dirigenti del Fiumicino stesso, perché il giocatore era sotto accusa.
Nel 2018 a Curitiba  ha partecipato con la nazionale italiana  ai campionati mondiali di minifootball
Nel 2019 è alla Roma calcio a 8 e dal 2020 è tesserato dal San Paolo calcio a 8.

## Controversie

### Calcioscommesse
In seguito all'operazione "Last bet", lo scandalo delle scommesse che sconvolge il calcio italiano nel 2011, fu prima squalificato poi, il 19 dicembre, arrestato dalla polizia ottenendo poco dopo i domiciliari.
Il 1º giugno 2012 il procuratore federale Stefano Palazzi richiede per lui 5 anni di squalifica più preclusione in riguardo al secondo filone dell'inchiesta di Cremona.
Sia il 18 giugno in primo grado che il 6 luglio in secondo grado gli viene confermata la squalifica senza essersi poi appellato al TNAS.
Secondo un'informativa del Servizio Centrale Operativo della polizia, tra Zamperini e il pentito Carlo Gervasoni ci furono 117 contatti.
Il 10 luglio 2013 viene deferito dal procuratore federale Stefano Palazzi per illecito sportivo in riguardo al quarto filone dell'inchiesta di Cremona in relazione alla gara Lazio-Genoa del 14 maggio 2011. Gli vengono contestate anche la violazione dell'Art. 1, comma 1 (violazione dei principi di lealtà, correttezza e probità) e dell'Art. 6, comma 1 (divieto di effettuare scommesse) del Codice di Giustizia Sportiva.
Il 24 luglio Palazzi chiede per Zamperini una squalifica di 2 anni in continuazione, confermati, poi, in primo grado per un totale di 7 anni di squalifica.
Il 9 febbraio 2015 la Procura di Cremona termina le indagini e formula per lui e altri indagati le accuse di associazione a delinquere e frode sportiva.

## Statistiche

### Presenze e reti nei club
| Stagione         | Squadra          | Campionato       | Campionato | Campionato | Coppe nazionali | Coppe nazionali | Coppe nazionali | Coppe continentali | Coppe continentali | Coppe continentali | Altre coppe | Altre coppe | Altre coppe | Totale | Totale |
| Stagione         | Squadra          | Comp             | Pres       | Reti       | Comp            | Pres            | Reti            | Comp               | Pres               | Reti               | Comp        | Pres        | Reti        | Pres   | Reti   |
| ---------------- | ---------------- | ---------------- | ---------- | ---------- | --------------- | --------------- | --------------- | ------------------ | ------------------ | ------------------ | ----------- | ----------- | ----------- | ------ | ------ |
| 2001-2002        | Portsmouth       | FLC              | 16         | 2          | FACup+CdL       | 0+1             | 0+0             | -                  | -                  | -                  | -           | -           | -           | 17     | 2      |
| 2002-2003        | Modena           | A                | 0          | 0          | CI              | -               | -               | -                  | -                  | -                  | -           | -           | -           | 0      | 0      |
| 2003-gen. 2004   | Ascoli           | B                | 0          | 0          | CI              | -               | -               | -                  | -                  | -                  | -           | -           | -           | 0      | 0      |
| gen.-giu. 2004   | Acireale         | C1               | 1          | 0          | CI-C            | -               | -               | -                  | -                  | -                  | -           | -           | -           | 1      | 0      |
| 2004-2005        | Acireale         | C1               | 26         | 1          | CI+CI-C         | 2+4             | 0+1             | -                  | -                  | -                  | -           | -           | -           | 32     | 2      |
| Totale Acireale  | Totale Acireale  | Totale Acireale  | 27         | 1          |                 | 6               | 1               |                    | -                  | -                  |             | -           | -           | 33     | 2      |
| 2005-gen. 2006   | Ternana          | B                | 0          | 0          | CI              | -               | -               | -                  | -                  | -                  | -           | -           | -           | 0      | 0      |
| gen.-giu. 2006   | Sambenedettese   | C1               | 9          | 0          | CI-C            | -               | -               | -                  | -                  | -                  | -           | -           | -           | 9      | 0      |
| 2006-2007        | Ternana          | C1               | 8          | 1          | CI+CI-C         | 0+2             | 0+0             | -                  | -                  | -                  | -           | -           | -           | 10     | 1      |
| Totale Ternana   | Totale Ternana   | Totale Ternana   | 8          | 1          |                 | 2               | 0               |                    | -                  | -                  |             | -           | -           | 10     | 1      |
| 2007-gen. 2008   | Cisco Roma       | C2               | 6          | 0          | CI-C            | 2               | 0               | -                  | -                  | -                  | -           | -           | -           | 8      | 0      |
| gen.-giu 2008    | Pescina VG       | C2               | 1          | 0          | CI-C            | -               | -               | -                  | -                  | -                  | -           | -           | -           | 1      | 0      |
| 2008-gen. 2009   | Fidene           | Ecc.             | 1          | 0          | CI-Dil.         | 0               | 0               | -                  | -                  | -                  | -           | -           | -           | 1      | 0      |
| 2009             | Ventspils        | VL               | 4          | 0          | CL              | 1               | 0               | UCL                | -                  | -                  | -           | -           | -           | 5      | 0      |
| 2010             | Ventspils        | VL               | -          | -          | CL              | -               | -               | UCL+UEL            | 0+6                | 0+1                | -           | -           | -           | 6      | 1      |
| Totale Ventspils | Totale Ventspils | Totale Ventspils | 4          | 0          |                 | 1               | 0               |                    | 6                  | 1                  |             | -           | -           | 11     | 1      |
| mag. 2012        | Giada Maccarese  | Ecc.             | 0+1        | 0+2        | CI-Dil.         | -               | -               | -                  | -                  | -                  | -           | -           | -           | 1      | 2      |
| Totale carriera  | Totale carriera  | Totale carriera  | 72+1       | 4+2        |                 | 12              | 1               |                    | 6                  | 1                  |             | -           | -           | 91     | 8      |